# Oswiu
Oswiu ou Oswy, né vers 611/612 et mort le 15 février 670, est roi de Northumbrie de 642 à sa mort.

## Biographie

### Jeunesse
Oswiu est le fils du roi Æthelfrith de Northumbrie. Il est possible qu'il soit le fils de son épouse Acha, mais cela n'est pas certain, car Oswiu épouse par la suite Eanflæd, la nièce d'Acha, qui aurait donc été sa cousine germaine, un lien de parenté trop proche pour qu'un tel mariage ait été acceptable par l'Église.
Æthelfrith trouve la mort en 616, en affrontant le roi d'Est-Anglie Rædwald à la bataille de la rivière Idle. Le protégé de Rædwald, Edwin de Deira, prend alors le pouvoir en Northumbrie, et les fils d'Æthelfrith s'enfuient chez les Scots du Dal Riada et chez les Pictes. C'est durant cette période d'exil qu'Oswiu se convertit au christianisme, sous sa forme irlandaise. Il apprend également à parler le vieil irlandais. C'est également peut-être à ce moment qu'il épouse Fín, une princesse de la dynastie Uí Néill qui lui donne un fils, Aldfrith.
L'exil d'Oswiu prend fin avec la mort d'Edwin, en 633. Son frère aîné Eanfrith devient brièvement roi de Bernicie, puis son autre frère Oswald monte sur le trône de Northumbrie en 634. Il règne huit ans, jusqu'à sa mort face aux armées du roi païen de Mercie Penda à la bataille de Maserfield, le 5 août 642. Oswiu, qui est alors âgé d'une trentaine d'années, accède au pouvoir.

### Règne

#### L'extension de la puissance northumbrienne
Bien qu'il ait épousé Eanflæd, une fille d'Edwin, Oswiu lutte pour imposer son autorité sur le Deira, qui est gouverné à partir de 644 par Oswine, un autre membre de la famille d'Edwin. Oswiu envahit le Deira en 651 et parvient à s'imposer contre Oswine, qui est tué après avoir refusé le combat. Un neveu d'Oswiu, Œthelwald, succède à Oswine comme roi du Deira, sans que l'on sache s'il s'empare du pouvoir contre Oswiu ou si c'est ce dernier qui le place sur le trône. Quoi qu'il en soit, Œthelwald ne tarde pas à s'allier avec Penda de Mercie.
Penda envahit la Bernicie en 655. Cette campagne s'engage très mal pour Oswiu, qui est repoussé au nord. Déterminé à détruire son adversaire, Penda refuse son offre de tribut. Les deux armées s'affrontent à la bataille de Winwaed, le 15 novembre. Malgré sa supériorité numérique, Penda est vaincu et trouve la mort sur le champ de bataille. En remerciement pour sa victoire, Oswiu fonde douze monastères en Northumbrie et voue sa fille Ælfflæd à une carrière monastique.
Durant les trois années qui suivent la bataille, la Mercie est soumise à Oswiu. Celui-ci place le fils de Penda, Peada (qui est également son gendre), à la tête de la moitié sud du royaume, tandis qu'il règne directement sur la moitié nord. Après la mort de Peada, en 656, Oswiu étend son emprise sur toute la Mercie. Cette domination prend fin en 658, lorsqu'une révolte de la noblesse mercienne amène au pouvoir Wulfhere, un autre fils de Penda. Elle marque néanmoins le début de la christianisation de la Mercie.
Dans les années qui suivent, l'attention d'Oswiu se tourne vers le nord et le royaume picte, où il établit des rois vassaux : d'abord son neveu Talorgan mac Enfret, puis, à sa mort, les frères Gartnait mac Donnel et Drest mac Donnel. Bède affirme qu'il impose un tribut aux Scots du Dal Riada, mais il s'agit peut-être d'une invention. Même si c'est le cas, l'autorité d'Oswiu s'étend alors sur la majeure partie du nord de la Grande-Bretagne, et il est considéré comme l'un des huit bretwaldas par la Chronique anglo-saxonne.

#### Les affaires religieuses et le concile de Whitby
Après la bataille de Winwaed, Oswiu place son fils Alhfrith sur le trône du Deira. Une dispute d'ordre religieux les oppose rapidement : Alhfrith s'est converti aux usages romains sous l'influence de Wilfrid, tandis qu'Oswiu reste fidèle au rite celtique, en particulier en ce qui concerne le calcul de la date de Pâques. Son épouse Eanflæd est elle aussi acquise au rite romain. Pour trancher la question, un synode de l'Église northumbrienne est réuni en 664 à l'abbaye de Whitby. Bien qu'Oswiu soutienne le parti celtique, mené par l'évêque Colman de Lindisfarne, il tranche finalement en faveur de Wilfrid et du parti romain.

### Mort
Oswiu envisage de se rendre en pèlerinage à Rome lorsqu'il meurt, le 15 février 670, à l'âge de cinquante-huit ans. Il est inhumé à l'abbaye de Whitby. Son fils Ecgfrith lui succède à la tête de toute la Northumbrie, Alhfrith étant mort vers 664.

## Unions et descendance
Oswiu a des enfants de trois femmes différentes :
- Rhiainfellt (en)f, fille de Royth, une princesse bretonne héritière du Rheged, dont :
  - Alhfrith, sous-roi de Deira, mort vers 664,
  - Alhflæd, épouse du roi de Mercie Peada ;
- Fín, fille de l'Ard ri Érenn Colmán Rímid, dont :
  - Aldfrith, roi de Northumbrie, mort en 704 ou 705 ;
- Eanflæd, fille d'Edwin, dont :
  - Ecgfrith, roi de Northumbrie, tué en 685,
  - Ælfwine, sous-roi de Deira, tué en 679,
  - Osthryth, épouse du roi de Mercie Æthelred, assassinée en 697,
  - Ælfflæd, abbesse de Whitby, morte en 713.